# Chondrostega vandalicia
Chondrostega vandalicia is een nachtvlinder uit de familie van de spinners (Lasiocampidae). De soort komt voor op het Iberisch Schiereiland.
De rups is te vinden van november tot april en voedt zich vooral met in de winter groen blijvende grassen zoals borstelgras, Festuca en slofhak, maar ook andere lage planten zoals gewoon biggenkruid. Het volwassen mannetjes heeft grijze vleugels met een spanwijdte van ongeveer 15 millimeter. Het is een zwakke vlieger. Het vrouwtje heeft gereduceerde vleugels en kan geheel niet vliegen. De vliegtijd is in augustus en september.